# 馬里亞尼夫卡 (米海利夫卡區)
47°7′0″N 35°18′25″E / 47.11667°N 35.30694°E
馬里亞尼夫卡（烏克蘭語：Мар'янівка）是位於烏克蘭東南部的村莊，由扎波羅熱州梅利托波爾區的普洛多羅德內市鎮負責管轄。該村始建於1825年，面積3.04平方公里，海拔高度78米，2001年人口518，人口密度每平方公里170.4人。